# Javierre (Bielsa)
Javierre (Ixabierre en aragonés) es una localidad española del municipio de Bielsa, perteneciente a la provincia de Huesca, en la comunidad autónoma de Aragón. Todavía quedan personas que utilizan el belsetán, una de las variedades de la lengua aragonesa con mayor pureza en cuanto a rasgos lingüísticos. 

## Historia
Hacia mediados del siglo XIX, el lugar ya pertenecía a Bielsa. Aparece descrito en el noveno volumen del Diccionario geográfico-estadístico-histórico de España y sus posesiones de Ultramar de Pascual Madoz con las siguientes palabras:

JAVIERRE: ald. de la prov. de Huesca, part. jud. de Boltaña, térm. jurisd. de la v. de Bielsa: dista 10 minutos de este punto, y se halla sit. en la ribera del Cinca, mas arriba de la villa.
(Madoz, 1847, p. 611)

En 2023, la entidad singular de población tenía empadronados 51 habitantes y el núcleo de población, 46.